# Опсада замка Инабајама
Опсада замка Инабајама (енгл. Siege of Inabayama Castle), вођена 1-15. августа 1567. била је коначна победа Ода Нобунаге, у то време господара провинције Овари, у борби за освајање провинције Мино (1561-1567).

## Позадина
Победом у бици код Окехазаме (1560), Ода Нобунага је коначно ујединио целу провинцију Овари под својом влашћу, и ослободио се претње на источним границама од дотле моћног клана Имагава, који је после погибије Имагава Јошимота код Окехазаме постао плен својих суседа (клан Такеда) и дотадашњих вазала (Мацудаира Мотојасу). За то време, након смрти Нобунагиног таста и савезника Саито Досана (кога је 1556. збацио у убио рођени син, Саито Јошитацу), провинцијом Мино, северним суседом Оварија, управљао је Нобунагин непријатељ Саито Јошитацу, који је током борби за уједињење Оварија (1556-1559), константно подржавао Нобунагине непријатеље. Након пораза Нобунагиних унутрашњих непријатеља  у биткама код Иноа (1556) и Укиноа (1558) и ослобођења источног Оварија после битке код Окехазаме (1560), Саито је успео да придобије на своју страну Нобунагиног последњег независног рођака, Ода Нобукијо-а (сина Ода Нобујасу-а, брата Нобунагиног оца, који је погинуо у борби против Саито Досана 1544), господара замка Инујама и Огучи на северној граници Оварија. Тако је Нобунага имао бројне нерашчишћене рачуне са господаром провинције Мино: од освете за свог таста до осигурања од даљих немира у самом Оварију, које је Јошитацу свим средствима подстицао.

### Нобунагини походи на Мино
Први поход у западни Мино Нобунага је предузео средином маја 1561, али је након почетних успеха потучен од главнине Јошитацуових снага из замка Инокучи (Инабајама) 23. маја 1561. Крајем јуна Нобунага је напао замак Огучи без успеха: како би био ближе операцијама, преместио је престоницу Оварија из Кијосу-а у Комаки, где је подигао нови замак, само 7 километара јужно од Огучија. Изложени таквом притиску, браниоци Огучија напустили су тврђаву без борбе и повукли се у замак Инујама, једину преосталу непријатељску тврђаву у Оварију, која се одржала све до 1565.

### Пад Инујаме и тврђаве Добора
Након смрти Саито Јошитацуа од лепре (крајем 1561), наследио га је његов син Саито Тацуоки. Нобунагин  рат против клана Саито почео је да даје резултате тек почетком 1565, након што је неколицина Саитових вазала за новац прешла на Нобунагину страну и предала му своје замкове (клан Сато у северном Мино-у са седиштем у замку Каџита). Замак Инујама опседнут је и заузет августа 1565. уз помоћ издајника изнутра (Ода Нобукијо побегао је у Каи код Такеда Шингена), а још две оближње пограничне тврђаве (Унума и Сарубами) предале су се после кратког отпора. 28. септембра Нобунага је опсео снажно брањену тврђаву Добора (око 2 км југозападно од замка Каџита, коју је бранио Киши Кагејузаемон са ратницима округа Таџими у југоисточном Мино-у), коју је успео да заузме упркос великим губицима. Током повлачења Нобунагина исцрпљена војска (било је свега 700-800 ратника способних за борбу) нападнута је од преко 3.000 ратника које су предводили Саито Тацуоки и његов ујак, Нагаи Хајато, али је успела да се извуче у Овари. Нови напад у априлу 1566. завршен је Нобунагиним повлачењем без борбе.

## Битка
У лето 1567, тројица главних Саитових вазала - Инаба Јошимичи, Уџије Наомото и Андо Ига (такозвани Мино тријумвират) сковали су заверу да издају свог господара и пређу на Нобунагину страну. Предвођен од побуњених Саитових вазала, који су му предали таоце за верност, Нобунага је 1. августа 1567. изненадним нападом спалио предграђе и опсео замак Инокучи (Инабајама), престоницу провинције Мино, окруживши га троструком палисадом од бамбуса и тукући браниоце стрелама и ватром из аркебуза. Присуство главних породица из провинције Мино на непријатељској страни обесхрабрило је посаду, која се предала после само две недеље опсаде, 15. августа 1567.

## Последице
Док се посада предала на милост и немилост, Саито Тацуоки побегао је чамцем низ реку Кисо све до тврђаве Нагашима у делти реке (на граници Оварија и провинције Изе), која је била под влашћу независних будистичких монаха из секте Истински Чисте Земље (Ико-ики). Нобунага је завладао читавом провинцијом Мино, преместивши своју престоницу из Комакија у замак Инокучи, који је преименовао у Гифу. Имајући до краја 1567. под контролом две целе провинције, Нобунага се сврстао у ред најмоћнијих господара у Јапану, и био је спреман да се умеша у политичке борбе у Кјоту, пошто је 13. шогун Ашикага, Јошитеру, убијен од стране локалних великаша 19. маја 1565, а његов брат, Ашикага Јошиаки, затражио је Нобунагину помоћ да дође на место шогуна. 